# 3766 Junepatterson
3766 Junepatterson eller 1983 BF är en asteroid i huvudbältet som upptäcktes den 16 januari 1983 av den amerikanske astronomen Edward L.G. Bowell vid Anderson Mesa Station. Den är uppkallad efter amatörastronomen June C. Patterson.
Asteroiden har en diameter på ungefär 24 kilometer och den tillhör asteroidgruppen Themis.